# WASP-78 b
WASP-78 b — подтверждённая экзопланета, вращающаяся вокруг звезды WASP-78. Находится в созвездии Эридана на расстоянии около 2515 св. лет (771 парсек) от Солнечной системы. Планета была открыта с помощью транзитного метода группой астрономов, работающих в рамках программы SuperWASP в 2012 году.
WASP-78 b относится к классу горячих юпитеров. Планета вращается на расстоянии 0,04 а. е. от своей звезды, её орбитальный период равен 2,17 дня. Отношение массы и радиуса планеты к массе и радиусу Юпитера составляет 89 % и 170 % соответственно. Температура на поверхности планеты составляет 2350 ± 80 K (около 2077 °C).